# 卡巴漢島
12°8′47.39″N 122°2′26.41″E / 12.1464972°N 122.0406694°E
卡巴漢島是菲律賓的島嶼，位於塔布拉斯島東北4.8公里，由朗布隆省負責管轄，長2公里、寬1.5公里，最高點海拔高度85米，該島西面和北面沿岸有紅樹林覆蓋。